# Diuna (powieść)
Diuna (ang. Dune) – powieść fantastycznonaukowa napisana przez Franka Herberta, uhonorowana pierwszą przyznaną nagrodą Nebula w 1965 i nagrodą Hugo w 1966. Powieść odniosła olbrzymi sukces komercyjny, sprzedano ją na całym świecie w ponad 20 milionach egzemplarzy. W 1987 roku w głosowaniu czytelników czasopisma Locus na najlepszą powieść fantastycznonaukową wszech czasów zajęła 1. miejsce.
Powieść ukazała się w odcinkach w czasopiśmie Analog Science Fact and Fiction w latach 1963–1964 w ośmiu odcinkach jako Dune World, a następnie w roku 1965 była kontynuowana przez The Prophet of Dune, zaś całość (uzupełniona kilkoma dodatkami i mapą z notą kartograficzną) wydana została w 1965 przez wydawnictwo Chilton pod tytułem Dune.
Diuna to pierwsza część cyklu powieści Kroniki Diuny. W Polsce ukazała się po raz pierwszy w 1985 roku nakładem Wydawnictwa Iskry w tłumaczeniu Marka Marszała. W latach 1992–1993 wydawnictwo Phantom Press wydało całą sagę Kroniki Diuny (przekłady Marka Marszała oraz innych tłumaczy). W latach 1997–2001 wznowiło ją Wydawnictwo Zysk i S-ka (w nowym, wzbudzającym wiele kontrowersji przekładzie Jerzego Łozińskiego piszącego pod pseudonimem Ładysław Jerzyński). W 2007 roku Dom Wydawniczy Rebis wznowił Diunę (poprawiony przekład Marka Marszała), w maju 2007 Mesjasza Diuny (nowy przekład Marka Marszała), w roku 2008 – Dzieci Diuny (nowy przekład Marka Marszała i Andrzeja Jankowskiego), natomiast w marcu 2009 – Boga Imperatora Diuny, w listopadzie 2009 Heretyków Diuny (obydwa w nowym przekładzie Marka Michowskiego), a w sierpniu 2010 roku Kapitularz Diuną.

## Fabuła
Akcja powieści dzieje się w bardzo dalekiej przyszłości (patrz: Uniwersum Diuny). Najważniejszą planetą we wszechświecie stała się Arrakis, jedyna, na której znajdują się złoża melanżu – substancji przedłużającej życie, a także umożliwiającej jasnowidzenie niezbędne do uniknięcia niebezpieczeństw ponadwymiarowych podróży kosmicznych. Powstawanie melanżu związane jest z cyklem rozwojowym czerwi pustyni – olbrzymich istot, żyjących w piaskach Arrakis.
Diuna zostaje oddana w lenno rodowi Atrydów. Na planetę przybywają książę Leto I Atryda, jego konkubina lady Jessika, syn Paul oraz ich armia. Wkrótce po przybyciu Atrydów ród Harkonnenów wspomagany przez oddziały imperialne dokonuje przewrotu. Lady Jessice i Paulowi udaje się uciec z pogromu. Uciekając trafiają do obozu zamieszkiwanego przez Fremenów – koczowniczych wojowników pod przywództwem Stilgara. „Bestia” Rabban Harkonnen eksploatuje Arrakis stosując terror, przez co buduje powszechną wrogość Fremenów do nowych panów. Paul pod wpływem Wody Życia (przeobrażone wydzieliny utopionego czerwia) budzi w sobie moce prorocze, okazując się oczekiwanym elementem doboru naturalnego Bene Gesserit – Kwisatz Haderach. Przyjmując imię „Paul Muad'Dib” prowadzi Fremenów do walki z Harkonnenami. Po pokonaniu Harkonnenów i unieruchomieniu wojsk Imperatora Szaddama IV, dochodzi do przejęcia władzy nad Arrakis przez ród Atrydów.

## Postacie

### Ród Atrydów
- Książę Leto I Atryda, głowa rodu Atrydów
- Lady Jessika, Bene Gesserit i konkubina księcia Leto; matka Paula i Alii
- Paul Atryda (Paul Muad'Dib), syn księcia Leto Atrydy
- Alia Atryda, młodsza siostra Paula
- Thufir Hawat, mentat i mistrz asasynów rodu Atrydów
- Gurney Halleck, nieformalny mistrz miecza (nigdy nie skończył szkolenia Ginaz), lojalny żołnierz i trubadur
- Duncan Idaho, mistrz miecza z Ginaz rodu Atrydów
- Dr Wellington Yueh, doktor Akademii Suk, zapamiętany przez historię jako zdrajca księcia Leto (zdrada wielka)

### Ród Harkonnenów
- Baron Vladimir Harkonnen, głowa rodu Harkonnenów (10110–10193) w prostej linii potomek Abulurda Harkonnena, skazanego na wygnanie za tchórzostwo na polu bitwy pod Corrinem. Gubernator (siridar) Arrakis. Przebiegły i okrutny, zrobił fortunę na handlu melanżem. Ojciec lady Jessiki. W okresie opisywanym w Diunie był tak otyły, że nie mógł się poruszać bez specjalnych urządzeń podtrzymujących jego ciało.
- Piter de Vries, skrzywiony mentat , produkt Bene Tleilax
- Feyd-Rautha, na-baron, młodszy bratanek barona, oraz brat Glossu Rabbana
- Glossu 'Bestia' Rabban, starszy bratanek barona
- Abulurd Harkonnen, starszy brat Vladimira, ojciec Glossu oraz Feyda

### Fremeni
- Stilgar, fremeński naib siczy Tabr, wuj Chani
- Chani, fremeńska konkubina Paula, córka dr Kynesa (zwanego przez Fremenów Lietem-Kynesem)
- Szadout Mapes, fremeńska ochmistrzyni na usługach Atrydów
- Korba, fremeński wojownik, członek fedajkinów (gwardii przybocznej Paula Muad'Diba), później kapłan
- Farok, fremeński wojownik
- Otejm, fremeński wojownik, najwierniejszy po Stilgarze towarzysz Paula Muad'Diba
- Dżamis, Fremen z siczy Tabr, zabity w pojedynku przez Paula Muad'Diba

### Ród Corrinów
- Szaddam IV, Padyszach Imperator znanego wszechświata
- Irulana, córka Szaddama IV, formalna małżonka Paula Atrydy (poślubiona dla zdobycia tronu Złotego Lwa)
- Pardot Kynes, imperialny planetolog na Arrakis, ojciec Lieta.
- Liet-Kynes, syn Pardota, planetolog na Arrakis i przywódca Fremenów
- hrabia Hasimir Fenring, najbliższy przyjaciel i doradca Szaddama IV, niedoszły kwisatz haderach, eunuch genetyczny.

### Inni
- Esmar Tuek, przemytnik przyprawy z Arrakis

## Tłumaczenia i różnice w terminologii
Na rynku polskim istnieją dwa przekłady „Diuny”, jeden autorstwa Marka Marszała, drugi Jerzego Łozińskiego (poprawione edycje pod pseudonimem Ładysław Jerzyński) i wynikają z tego pewne różnice w terminologii. Poniżej podano kilka przykładów:
| W oryginale           | Przekład M. Marszała             | Przekład M. Marszała (Rebis) | Przekład J. Łozińskiego | Przekład Ł. Jerzyńskiego |
| --------------------- | -------------------------------- | ---------------------------- | ----------------------- | ------------------------ |
| Fremen                | Fremeni                          | Fremeni                      | Wolanie                 | Fremeni                  |
| CHOAM                 | KHOAM                            | KHOAM                        | ZNAH                    | KHOAM                    |
| Emperor               | Imperator                        | Imperator                    | Cesarz                  | Cesarz                   |
| suspensor             | dryf                             | dryf                         | odciążacz               | odciążacz                |
| sandworm              | czerw pustyni                    | czerw pustyni                | piaskal                 | piaskal                  |
| stillsuit             | filtrfrak                        | filtrak                      | hermetyk                | destylozon               |
| Alia-the-Strange-One  | Alia-Ta-Dziwna                   | Alia ta Dziwna               | Alia Przedziwna         | Alia Przedziwna          |
| lasgun                | rusznica laserowa                | rusznica laserowa            | laserobin               | laserobin                |
| hunter-seeker         | grot-gończak                     | grot-gończak                 | skrytobójka             | skrytobójka              |
| glowglobe             | kula świętojańska                | lumisfera                    | jarzyca                 | lumisfera                |
| distracters           | sekundanci                       | sekundanci                   | zmylnicy                | zmylnicy                 |
| shigawire             | szigastruna                      | szigastruna                  | szigarut                | szigarut                 |
| Heighliner, liner     | galeon                           | liniowiec                    | liniowiec               | liniowiec                |
| Imperial Conditioning | imperialne uwarunkowanie         | najwyższe uwarunkowanie      | najwyższe uwarunkowanie | najwyższe uwarunkowanie  |
| Hagga Basin           | Basen Hagga                      | basen Hagga                  | Kotlina Hagga           | Kotlina Hagga            |
| dump boxes            | szalandy                         | szalandy                     | zrzutniki               | zrzutniki                |
| Fish Speakers         | Mówiące-do-Ryb                   | rybomówne (M. Michowski)     | Mówiące Rybom           | Mówiące Rybom            |
| Butlerian Jihad       | Dżihad Kamerdyńska (wyd. Iskier) | Dżihad Butleriański          | Dżihad Butleryjski      | Dżihad Butleryjski       |

## Adaptacje
W oparciu o wątki powieści powstał film Diuna nakręcony w 1984 przez Davida Lyncha, dwa miniseriale telewizyjne (na podstawie pierwszego tomu cyklu – Frank Herbert's Dune oraz na podstawie drugiego i trzeciego tomu – Frank Herbert's Children of Dune), a także kilka gier komputerowych (jak Dune, Dune II: Battle for Arrakis, Dune 2000, Emperor: Battle for Dune).
W 2021 roku miała premierę nowa adaptacja Diuny, w reżyserii Dennisa Villeneuve’a. W rolę Paula Atrydy wcielił się Timothée Chalamet. Premiera filmu pierwotnie miała mieć miejsce w roku 2020, lecz została przełożona z powodu pandemii. Film obejmuje połowę pierwszego tomu cyklu. Pozostała część została zaadaptowana w drugim filmie, którego premiera odbyła się 1 marca 2024.